# プラセンティア湾
プラセンティア湾（英：Placentia Bay）は、カナダのニューファンドランド島南部にある湾。東にアバロン半島、西にビューリン半島がある。
湾内の漁場では16世紀にヨーロッパ人が到達するまで、先住民が漁を行ってきた。プラセンティア湾はフランスが支配し、東岸にプラセンティアを建設。1713年のユトレヒト条約でイギリスが獲得した。1941年8月14日、プラセンティア湾内のリトルプラセンティア湾にあるアルゼンチア海軍基地は大西洋会談の舞台となった。
現在の湾周辺の主な町はBurin、メアリーズタウン、プラセンティア。